# 唐河 (大清河)
唐河，位于中华人民共和国华北地区北部，是大清河南支之一，发源于山西省浑源县千佛岭乡牛星堡村以北的抢风岭，向东北流至龙咀村后转东南流，流经浑源县东南部，灵丘县中部，河北省涞源县西南部、唐县北部等地区，在唐县黄石口乡北当村转南流，经顺平县西北部后复入唐县境内，流经唐县中部后注入西大洋水库，出库后向东南流，经唐县西南部、定州市北部、望都县南部，在保定市清苑区温仁镇转东北流，流经清苑区东部，最后经安新县西南的唐河新道于同口镇韩村注入白洋淀羊角淀。河长273千米，流域面积4990平方千米（清苑区东石桥村以上）。流域西部为群山连绵的石质山区，东部为地形平坦的平原地区。流域内干旱、洪涝灾害频发。